# Língua shabaki
Shabaki é uma língua falada pelo povo shabak, localizado no norte do Iraque, especialmente na cidade de Mosul e nas vilas de Ali Rach, Yangija, Khazna e Talara. Entretanto, parte dessa população se deslocou a partir de 1980. O shabaki faz parte do grupo Noroeste das Línguas iranianas, parte do ramo das Línguas indo-iranianas, parte das Línguas indo-europeias.

## Classificação
A língua shabaki pertence ao grupo Zaza-Gorani e parece apresentar similaridades com dialetos da língua gorani, tais como hewremi, bajelani, sarli e com o curdo sorâni. É escrita no Alfabeto árabe, com 28 letras.

## Falantes
Em 1989 estimava-se que houvesse entre 10 e 20 mil falantes de shabaki. Porém, conforme o porta-voz dos Shabakis, Ghanem Musawi, essas estatísticas são incorretas, pois o antigo regime do partido Baath forçou o povo shabak a escolher entre a arabização e a "curdicização".

## Vocabulário
Em Shabaki: Zazaki: Sorani Kurdish: Hewrami: Português
caw: çım: caw: cem: Olho
ziman: zıwan: ziman: ziwan: Língua

## Pronomes
Os pronomes não variam com a função na sentença.
Em Shabak: Zazaki: Hewrami: Sorani Kurdish: Português
emin: ez: min: emin, min (eu, me, mim, meu)
tu: to, tu: tu, to: eto, to (tu, você, vós respeitoso, te, ti, teu)
ew, îne: a, o: ew: ew (ele, ela, dele, dela, lhe, se)
gishtman: man: ême:??  (nós, nos, nosso)
shime: shima: êwe: shıma (vocês, seu)
ishan:inu, inan: ewan: Ade (Eles, elas, se, lhes)